# Rudolf Brunnenmeier
Rudolf Brunnenmeier (Múnich, 11 de febrero de 1941 - Olching, 18 de abril de 2003) fue un jugador de fútbol profesional alemán que jugaba en la demarcación de delantero.

## Biografía
Rudolf Brunnenmeier debutó como futbolista profesional en 1960 con el TSV 1860 Múnich a los 19 años de edad, fichando el año del centenario del club. Jugó durante ocho temporadas en las que marcó 139 goles en 225 partidos jugados. Llegó a ganar la Copa de Alemania en 1964, y dos años más tarde, en la temporada 1965/66, la Bundesliga. Además, un año antes de ganar el campeonato alemán, Brunnenmeier fue el Máximo goleador de la Bundesliga. Ya en 1968 fichó por cuatro años por el Neuchâtel Xamax FC suizo. En 1972 fue traspasado al FC Zürich, conquistando la Copa Suiza y la Copa Intertoto de la UEFA en 1973. Tras un paso de cuatro temporadas por el SC Bregenz austríaco, Brunnenmeier fichó por el FC Balzers de Liechtenstein, con el que ganó la Copa de Liechtenstein en 1979, y donde finalmente se retiró como futbolista profesional en la temporada siguiente a los 39 años de edad.
Rudolf Brunnenmeier falleció el 18 de abril de 2003 en Olching tras ser víctima de un cáncer.

## Selección nacional
Rudolf Brunnenmeier jugó un total de cinco partidos para la selección de fútbol de Alemania Occidental y marcó un total de tres goles. Debutó el 4 de noviembre de 1964 contra Suecia en un partido clasificatorio para el Mundial de Inglaterra que terminó en empate a uno, siendo el gol de Alemania propiedad de Brunnenmeier. Su últimpo partido fue contra Chipre en Nicosia, partido que acabó con un resultado de 0-6 para el combinado alemán, y en el que Brunnenmeier marcó dos goles.

## Clubes
| Club               | País                | Año         | Partidos | Goles |
| ------------------ | ------------------- | ----------- | -------- | ----- |
| TSV 1860 Múnich    | Alemania Occidental | 1960 - 1968 | 225      | 139   |
| Neuchâtel Xamax FC | Suiza               | 1968 - 1972 | 78       | 60    |
| FC Zürich          | Suiza               | 1972 - 1973 | 20       | 4     |
| SC Bregenz         | Austria             | 1973 - 1977 | 1        | 0     |
| FC Balzers         | Liechtenstein       | 1977 - 1980 | ¿?       | ¿?    |

## Palmarés
TSV 1860 Múnich
- Bundesliga: 1966
- Copa de Alemania: 1964

FC Zürich
- Copa Suiza: 1973
- Copa Intertoto de la UEFA: 1973

FC Balzers
- Copa de Liechtenstein: 1979